# The Man Who Disappeared
The Man Who Disappeared è un serial muto del 1914 diretto da Charles Brabin. Lungo 3.000 metri, il serial fu distribuito in dieci episodi che uscivano il primo e il terzo martedì di ogni mese.

## Produzione
Il film fu prodotto dalla Edison Manufacturing Company. Venne girato nel New Jersey e nello stato di New York.

## Distribuzione
Distribuito dalla General Film Company, il film, un serial in dieci episodi, uscì nelle sale cinematografiche degli Stati Uniti con la proiezione del primo episodio il 7 aprile 1914.
È stato distribuito negli Stati Uniti in DVD dalla Serial Squadron.

### Episodi
1. The Black Mask, USA  7 aprile 1914 (episodio 1)
2. A Hunted Animal, USA 21 aprile 1914 (episodio 2)
3. The Double Cross,  USA  5 maggio 1914 (episodio 3)
4. The Light on the Wall, USA  19 maggio 1914 (episodio 4)
5. With His Hands, USA  2 giugno 1914 (episodio 5)
6. The Gap, USA  16 giugno 1914 (episodio 6)
7. Face to Face, USA  7 luglio 1914 (episodio 7)
8. A Matter of Minutes, USA  21 luglio 1914 (episodio 8)
9. The Living Dead, USA  4 agosto 1914 (episodio 9)
10. By the Aid of a Film, USA  18 agosto 1914 (episodio 10)